# Peso cubano
Il peso cubano (codice ISO 4217: CUP), chiamato localmente Moneda Nacional (MN), è la valuta ufficiale di Cuba.
Circola in monete da 1, 5 e 20 centavos e da 1 e 3 pesos. Le banconote sono in tagli da 1, 3, 5, 10, 20, 50, 100, 200, 500 e 1000 pesos.

## Storia
La prima emissione del peso cubano fu una serie di banconote stampate nel 1857. La valuta fu emessa solamente in banconote fino al 1915, quando furono coniate le prime monete. Nel 1959, quando Fidel Castro prese il potere, un peso valeva un USD. Perse di valore a causa della sospensione delle importazioni di zucchero negli Stati Uniti (che fu la principale causa economica che spinse Cuba a cercare un nuovo partner economico nell'Unione Sovietica) e dell'embargo degli Stati Uniti. Con il collasso dell'Unione Sovietica nel 1991, il peso perse gran parte del suo valore e il tasso di scambio cadde a 125 pesos per un USD. Recentemente il peso ha parzialmente riacquistato valore.

## Unione con il Peso convertibile
Nell'ambito delle riforme economiche attuate dopo l'arrivo al potere di Raúl Castro, il 20 dicembre 2013 è stata annunciata l'unificazione del Peso cubano con il peso convertibile, per lasciare così una sola moneta circolante ed avente corso legale. Dopo le ulteriori decisioni del 10 dicembre 2020, il 1º gennaio 2021 è iniziato il processo di unificazione tra le due monete. Dal 1º luglio 2021 i negozi non accettano più il CUC, e dal 30 dicembre 2021 è andato completamente fuori corso, permettendo il completamento dell'unione.